# غوين مونرو
غوين مونرو (بالإنجليزية: Gwen Munro)‏ هي ممثلة أسترالية، ولدت في 1915.

## وصلات خارجية
- غوين مونرو على موقع IMDb (الإنجليزية)
- غوين مونرو على موقع قاعدة بيانات الفيلم (الإنجليزية)